# 山田神社 (枚方市田口)
山田神社（やまだじんじゃ）は、大阪府枚方市田口にある神社である。旧社格は村社。菅原道真公を祀る。
枚方市牧野阪の片埜神社宮司の兼務社となっております。

## 概要
創建年代は不詳であるが、延宝9年（1681年）4月の社寺改に『田口村氏神 天神社』とあり、江戸時代初期には存在している。天明6年（1786年）の社殿再建にあたり、奈良の春日社の社家・大中臣時春より春日社旧殿を譲り受けた。その社殿は現在は末社・春日社となっており、本殿と並んで建っている。
明治5年（1872年）、同時の村名の山田村から取った現在名に改称、村内の字南山の春日社（天児屋根命）を合祀し、村社に列格した。明治42年（1909年）、神饌幣帛料供進神社に指定された。

## 末社
- 春日社
- 琴平社